# Max Weydner
Max Weydner, gebürtig Max Weichselbaum (* 3. Oktober 1882; † im Februar oder September 1937, vermutlich in Bayern), war ein deutscher Theaterschauspieler und Filmschauspieler.

## Leben und Wirken
Weydner kam kurz nach der Jahrhundertwende zum Theater und spielte gegen Ende der Kaiserzeit an Bühnen in der deutschsprachigen Provinz (wie zum Beispiel Meran), ehe er sich in München einfand und Ensemblemitglied des dortigen Schauspielhauses wurde. Gegen Ende seiner Karriere (1933) erhielt Weydner von den Münchner Kammerspielen im Schauspielhaus auch sein letztes Festengagement. In der Zwischenzeit wirkte er auch erneut an der einen oder anderen (bayerischen) Provinzbühne wie etwa in Landshut (Spielzeit 1930/31).
Weydner schuf sich zu Beginn der Nachkriegszeit mit dem Film ein zweites wichtiges Standbein. In der Weimarer Republik wirkte er mit mehr oder weniger großen Nebenrollen in einer Fülle von zumeist in München hergestellten Unterhaltungsproduktionen mit. Er spielte Priester und Exoten, Väter und Kellner, Polizisten und einen Wucherer. Infolge der Machtübernahme durch die Nationalsozialisten in Deutschland diente sich Weydner augenblicklich den neuen Herren an und spielte noch 1933 mit dem Turow eine stark verzeichnete Karikatur eines Sowjetagenten in dem Propagandafilm S.A. Mann Brand. Wenige Wochen darauf wirkte er allerdings auch mit der Rolle des Bankiers Lloyd in dem Science-Fiction-Klassiker Der Tunnel des deutsch-jüdischen Regisseurs Kurt Bernhardt mit. 
Weydner hatte sich längst von der Bühnenschauspielerei, die ihn fest an ein Theater band, verabschiedet, als er zum Jahresende 1936 mit seinem Hotel-Empfangschef in „Die Stimme des Herzens“ zum letzten Mal in einem Film auftrat. Wann genau Max Weydner im Jahr 1937 verstarb, ist derzeit unbekannt, die vorliegenden Quellen geben unterschiedliche Monate an.

## Filmografie
- 1914: Das Heldenmädchen aus den Vogesen
- 1917: Der Klub der Einäugigen
- 1919: Der Besessene
- 1919: Das Fräulein von Scuderi
- 1920: Dämon Weib
- 1920: Das ausgeschnittene Gesicht
- 1920: Der Hanswurst von Riga
- 1921: Jolly, der Teufelskerl
- 1921: Villa Mephisto
- 1921: Die Rattenmühle
- 1921: Die rote Fledermaus
- 1922: Das Blut der Schwester
- 1922: Der Mann aus Zelle 19
- 1922: Der schwarze Harlekin
- 1923: Des Kaisers alte Kleider
- 1924: Düstere Schatten, strahlendes Glück
- 1925: Die Liebe der Bajadere
- 1926: Die Fürstin der Riviera
- 1926: Das deutsche Mutterherz
- 1927: Das Geheimnis von Genf
- 1928: Die Hölle von Montmartre
- 1932: Der Feldherrnhügel
- 1932: Ein Mann mit Herz
- 1932: Eine Frau wie Du
- 1933: S.A. Mann Brand
- 1933: Der Tunnel
- 1933: Die weiße Majestät
- 1934: Die Mühle im Schwarzwald
- 1934: Klein Dorrit
- 1934: Das unsterbliche Lied
- 1934: Das Erbe in Pretoria
- 1935: Der Gefangene des Königs
- 1935: Henker, Frauen und Soldaten
- 1936: Diener lassen bitten
- 1937: Die Stimme des Herzens